# Agrostis sinocontracta
Agrostis sinocontracta là một loài thực vật có hoa trong họ Hòa thảo. Loài này được S.M.Phillips & S.L.Lu mô tả khoa học đầu tiên năm 2006.